# Cryphia turatii
Cryphia turatii là một loài bướm đêm trong họ Noctuidae.